# Pogonatherum paniceum
Pogonatherum paniceum là một loài thực vật có hoa trong họ Hòa thảo. Loài này được (Lam.) Hack. miêu tả khoa học đầu tiên năm 1906.

## Hình ảnh

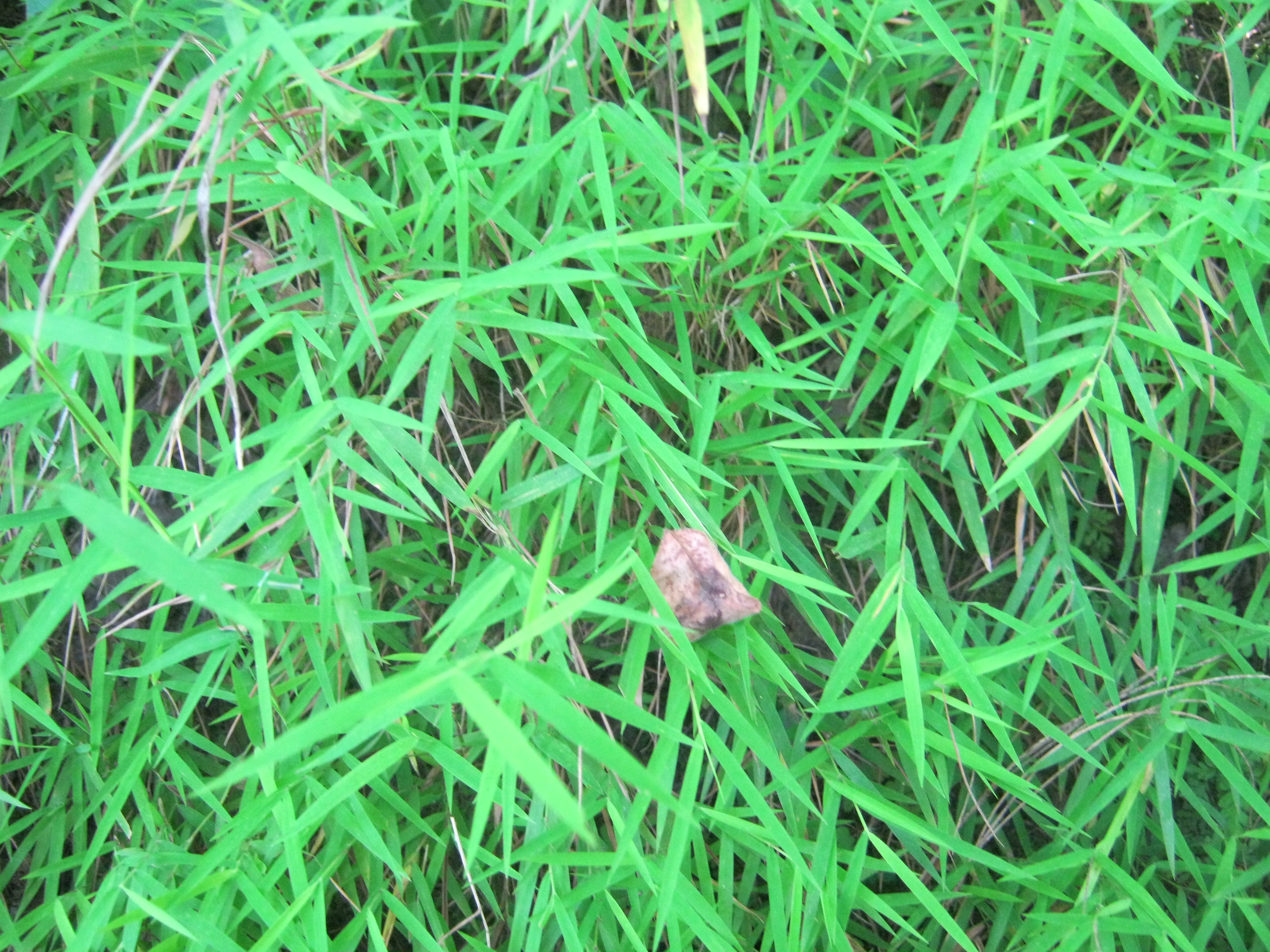